# Stryszów (gromada)
Stryszów – dawna gromada, czyli najmniejsza jednostka podziału terytorialnego Polskiej Rzeczypospolitej Ludowej w latach 1954–1972.
Gromady, z gromadzkimi radami narodowymi (GRN) jako organami władzy najniższego stopnia na wsi, funkcjonowały od reformy reorganizującej administrację wiejską przeprowadzonej jesienią 1954 do momentu ich zniesienia z dniem 1 stycznia 1973, tym samym wypierając organizację gminną w latach 1954–1972.
Gromadę Stryszów z siedzibą GRN w Stryszowie utworzono – jako jedną z 8759 gromad na obszarze Polski – w powiecie wadowickim w woj. krakowskim, na mocy uchwały nr 31/IV/54 WRN w Krakowie z dnia 6 października 1954. W skład jednostki weszły obszary dotychczasowych gromad Stryszów i Dąbrówka ze zniesionej gminy Stryszów w tymże powiecie. Dla gromady ustalono 27 członków gromadzkiej rady narodowej.
31 grudnia 1961 do gromady Stryszów przyłączono wieś Łękawica ze zniesionej gromady Łękawica.
1 stycznia 1969 do gromady Stryszów przyłączono obszar zniesionej gromady Stronie; z gromady Stryszów wyłączono natomiast wieś Łękawica, włączając ją do gromady Barwałd.
Gromada przetrwała do końca 1972 roku, czyli do kolejnej reformy gminnej. 1 stycznia 1973 reaktywowano gminę Stryszów.